# Burlington (Ohio)
Burlington es un lugar designado por el censo ubicado en el condado de Lawrence en el estado estadounidense de Ohio. En el Censo de 2010 tenía una población de 2676 habitantes y una densidad poblacional de 728,64 personas por km².

## Geografía
Burlington se encuentra ubicado en las coordenadas 38°24′41″N 82°31′34″O / 38.41139, -82.52611. Según la Oficina del Censo de los Estados Unidos, Burlington tiene una superficie total de 3.67 km², de la cual 3.61 km² corresponden a tierra firme y (1.76%) 0.06 km² es agua.

## Demografía
Según el censo de 2010, había 2676 personas residiendo en Burlington. La densidad de población era de 728,64 hab./km². De los 2676 habitantes, Burlington estaba compuesto por el 88.64% blancos, el 8.41% eran afroamericanos, el 0.49% eran amerindios, el 0.11% eran asiáticos, el 0% eran isleños del Pacífico, el 0.45% eran de otras razas y el 1.91% pertenecían a dos o más razas. Del total de la población el 1.31% eran hispanos o latinos de cualquier raza.